# 장언
장언(張偃, ? ~ 기원전 165년)은 중국 전한의 제후왕으로, 노왕을 지냈다. 고황후가 세운 이성제후왕으로, 고황후 사후 여씨가 몰락하면서 왕위를 잃었으나 홀로 죽음을 면했다.
할아버지는 조경왕 장이며, 아버지는 선평무후 장오고 어머니는 노원공주다. 외할머니 고황후가 혜제 사후 임조칭제하면서 고황후 1년(기원전 187년)에 새로 만들어진 노나라를 받아 고황후가 세운 이성제후왕이 되었다. 고황후 7년(기원전 181년), 아버지가 죽자 노왕이 됐고, 나이가 어렸기 때문에 이복형 장치와 장수가 후작이 되었고 이들의 보좌를 받았다. 고황후 8년(기원전 180년), 고황후가 죽었을 무렵에는 어려서 봉국으로 가지 못하고 장안에 있었다.
주발 · 진평 등 조정 내 반 여씨파 대신들과 제애왕 · 성양경왕 등 고제의 서장자 제도혜왕의 아들들이 손을 잡고 여씨를 타도하면서 노왕 장언 등 고황후가 세운 제후왕들도 몰락하는 처분을 받았다. 이때 다른 제후왕들은 모두 전 황제 소제와 함께 주살되었으나 장언만은 죽지 않았고, 노나라 왕에서 쫓겨나 문제 원년(기원전 179년) 남궁후(南宮侯)에 봉해졌다.
자기 전기에서도 왕에서 쫓겨난 후 남궁후에 봉해졌다 하고, 사기의 고조공신후자연표에서는 남궁후에 봉해졌다 하나, 한서의 고혜고후문공신표에서는 '도로 후작에 봉해졌다'라고 할 뿐이고 한서 백관공경표에 자손 장구가 선평후로 나와 간접적으로 선평후에 봉해진 것으로 나온다. 문제 15년(기원전 165년)에 죽어, 시호를 공(共)이라 했다.